# Comuna de Kleszczów
Kleszczów (polaco: Gmina Kleszczów) é uma gminy (comuna) na Polónia, na voivodia de Lodz e no condado de Bełchatowski. A sede do condado é a cidade de Kleszczów.
De acordo com os censos de 2004, a comuna tem 3915 habitantes, com uma densidade 31,4 hab/km².

## Área
Estende-se por uma área de 124,82 km², incluindo:
- área agrícola: 42%
- área florestal: 28%

## Demografia
Dados de 30 de Junho 2004:
|                      | Total   | Total | Mulheres | Mulheres | Homens  | Homens |
| -------------------- | ------- | ----- | -------- | -------- | ------- | ------ |
|                      | pessoas | %     | pessoas  | %        | pessoas | %      |
| População            | 3915    | 100   | 1955     | 49,9     | 1960    | 50,1   |
| Densidade (pop./km²) | 31,4    | 100   | 15,7     | 15,7     | 15,7    | 15,7   |

De acordo com dados de 2005, o rendimento médio per capita ascendia a 34 058,03 zł.

## Subdivisões
- Antoniówka, Czyżów, Dębina, Kamień, Kleszczów, Łękińsko, Łuszczanowice, Rogowiec, Wolica, Żłobnica.

## Comunas vizinhas
- Bełchatów, Kluki, Szczerców, Dobryszyce, Kamieńsk, Lgota Wielka, Sulmierzyce